# Bahadur Shah II
Mīrzā Abū Ẓafar Sirāj-ud-dīn Muḥammad Bahādur Shāh Moghul (Delhi, 24 ottobre 1775 – Yangon, 7 novembre 1862) fu l'ultimo Gran Mogol e terzo Re di Delhi, dal 1837 al 1857 e primo Imperatore di tutta l'India dal 12 maggio al 21 settembre 1857.

## Biografia
in questa terra devastata.
Chi mai si può sentire felice in questo mondo effimero?
Dite alle mie emozioni di andare via, non c'è più spazio nel mio cuore ferito.
Ho chiesto di vivere a lungo: mi sono stati concessi quattro giorni.
Due li ho passati a sognare e due ad aspettare.
Certo che l'usignolo non si può lamentare del giardiniere o del cacciatore:
Essere messi in gabbia a primavera è solo colpa del destino.
Come è sfortunato Ẓafar! Per la sua tomba
nemmeno due metri di terra ci sono per lui, con la sua amata.

(Poesia di Bahadur Shah II)»
Fu l'ultimo membro della dinastia timuride. Era figlio di Akbar II e di Lāl Bai, rajput hindu. Divenne imperatore Mughal alla morte di suo padre, nel settembre 1837. Ha usato il nome Ẓafar, che vuol dire "vittoria", come poeta urdu e ha composto numerosi ghazal sotto tale nome. Nel 1857, Lord Dalhousie, governatore generale dell'India al tempo, aveva insultato l'imperatore chiedendo a lui e ai suoi discendenti di lasciare il Forte Rosso, il palazzo imperiale di Delhi. In seguito, Lord Canning, il successivo Governatore Generale dell'India, annunciò nel 1856 che ai successori di Bahādur Shāh non sarebbe mai più stato consentito di usare il titolo di Re. Simili scortesie furono avvertite chiaramente e sfavorevolmente dal popolo e dai vari governanti indiani.

### Rivoluzione indiana
Durante i Moti indiani del 1857, Bahādur Shāh Ẓafar si autoproclamò Imperatore di tutta l'India. Molti osservatori contemporanei e studiosi moderni suggeriscono tuttavia che egli fosse obbligato a ciò dai sepoy e dai suoi cortigiani - contro la sua stessa volontà - a sottoscrivere tale proclamazione. I civili, la nobiltà e altri dignitari, giurarono fedeltà all'Imperatore. L'Imperatore coniò monete a suo nome, uno dei simboli più antichi per asserire il proprio status imperiale, e il suo nome fu così aggiunto nella khuṭba: l'accettazione da parte dei musulmani, nella preghiera del mezzogiorno del venerdì in moschea, del fatto che egli fosse il legittimo sovrano.

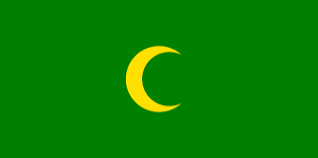
Bandiera dell'Impero Moghul durante la rivolta del 1857.

Inizialmente i soldati indiani erano in condizione di respingere in modo credibile le forze della Compagnia e conquistarono numerose importanti città nell'Haryana, nel Bihar, nelle Province Centrali e nelle Province Unite di Āgrā e Oudh. Allorché i britannici ricevettero rinforzi e avviarono il loro contrattacco, i sepoy che erano insorti furono svantaggiati in modo particolare dalla loro mancanza di un comando centrale e di un sistema unico di controllo. Sebbene identificassero alcuni leader naturali, come Bakht Khan (che sarebbe stato in seguito nominato dall'Imperatore comandante in capo, dopo che suo figlio Mĭrzā Mughal s'era dimostrato inetto al compito), per la maggior parte essi furono obbligati a rivolgersi per l'azione di comando a raja e prìncipi. Alcuni di questi si dimostrarono capaci e motivati, altri invece mostrarono tutto il loro egoismo e la loro incapacità.
Rao Tularam dell'Haryana, unitamente a Pran Sukh Yadav, combatté contro l'esercito britannico a Nasibpur e poi si recò ad acquisire armi provenienti dalla Russia, che all'epoca era in guerra col Regno Unito nella Guerra di Crimea, ma morì lungo la strada. Quando un capo tribale di Peshāwar inviò una missiva offrendo il proprio aiuto, il Re rispose che non sarebbe andato a Delhi per il fatto che le casse del Tesoro erano vuote e perché l'esercito sarebbe diventato ingovernabile.

### Assedio di Delhi
I britannici furono forzatamente lenti nella loro reazione. Sarebbe stato necessario un lungo lasso di tempo perché le truppe britanniche in patria giungessero in India per via marittima, sebbene alcuni reggimenti si muovessero attraverso la Persia dal fronte crimeano e altri reggimenti già lungo la strada per raggiungere la Cina fossero dirottati alla volta dell'India.
Ci volle tempo perché i britannici organizzassero le truppe già stanziate in India in truppe da combattimento, ma infine due colonne militari lasciarono Meerut e Simla. Avanzarono lentamente verso Delhi e impegnarono battaglia, uccisero e impiccarono numerosi indiani lungo il tragitto. Due mesi dopo il primo esplodere della guerra a Meerut, i due fronti contrapposti si scontrarono presso Karnal. La forza combinata (che comprendeva due unità Gurkha che servivano nell'Esercito del Bengala a contratto, provenendo dal Regno del Nepal), affrontarono il grosso dell'esercito nemico a Badli-ke-Serai e li respinsero su Delhi.
I britannici stabilirono una base sul crinale settentrionale di Delhi e l'assedio di Delhi cominciò, per proseguire con durezza dal 1º luglio al 21 settembre. Tuttavia l'accerchiamento fu eseguito fra gravi difficoltà e gli insorti ebbero facilmente modo di ricevere rifornimenti e rinforzi. Per numerose settimane sembrò che quelle difficoltà, unite alle defatiganti e continue sortite degli insorti da Delhi, avrebbero obbligato i britannici al ritiro, ma l'esplodere dell'insurrezione del Punjab fu prevenuta o soppressa sul nascere, consentendo alla britannica Colonna Mobile del Punjab, composta da soldati Sikh e Pathan, al comando del generale John Nicholson di rafforzare l'esercito britannico assediante sul Ridge il 14 agosto.
Il pesante assedio tanto lungamente atteso riuscì finalmente a essere organizzato e dal 7 settembre i cannoni d'assedio aprirono brecce nelle mura della città e misero a tacere l'artiglieria dei patrioti indiani. Un tentativo di irrompere nella città attraverso le brecce e la Porta del Kashmir fu attuato il 14 settembre. Gli attaccanti guadagnarono un punto d'appoggio all'interno della città ma soffrirono pesanti perdite, ivi compreso John Nicholson. Il comando britannico avrebbe voluto ritirarsi ma fu persuaso a resistere dai suoi giovani ufficiali. Dopo una settimana di combattimenti strada per strada, i britannici conquistarono il Forte Rosso. Bahadūr Shāh era a quel punto già fuggito verso la tomba di Humāyūn. I britannici avevano preso nuovamente il controllo della città.

Le truppe della forza assediante procedettero al saccheggio e alla devastazione di Delhi. Un ampio numero di cittadini fu massacrato per ritorsione delle uccisioni da parte degli insorti sepoy di cittadini europei e di loro collaboratori indiani. L'artiglieria fu portata nella moschea principale della città e i dintorni entro il raggio d'azione dei cannoni furono distrutti dai loro bombardamenti. Furono coinvolte le abitazioni dell'aristocrazia islamica originaria di ogni parte dell'India, che contenevano innumerevoli opere d'arte, di grande valore culturale, artistico, letterario e le collezioni di gioielli in esse contenute furono del tutto perdute o depredate. Tra i capolavori per sempre annichiliti si possono ricordare i capolavori letterari originali del poeta Mirza Asadullah Khan Ghalib.

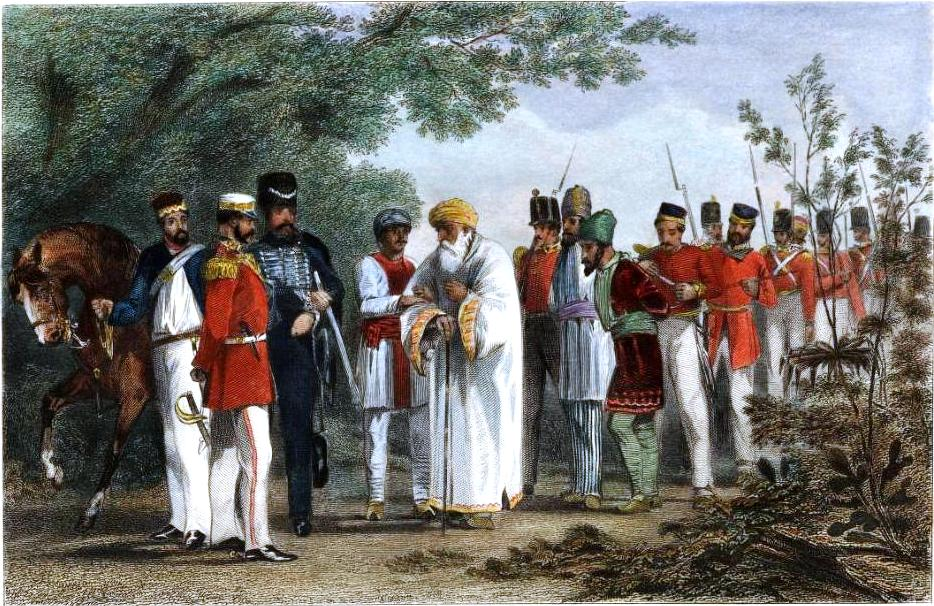
La cattura di Bahadur Shah II dopo l'assedio.

I britannici incarcerarono immediatamente Bahādur Shāh e il giorno dopo stesso l'ufficiale britannico William Stephen Raikes Hodson sparò ai suoi figli Mīrzā Mughal, Mīrzā Khiżr Sulṭān e Mīrzā Abū Bakr che erano sotto la sua custodia nella Khooni Darwaza (la Porta insanguinata) presso la Porta di Delhi. Le loro teste mozzate furono portate al loro padre nella stessa giornata.
Poco dopo la caduta di Delhi, gli attaccanti vittoriosi organizzarono una colonna per salvare dall'assedio tutte le forze britanniche ad Āgrā e poi si mossero alla volta di Cawnpore, che fu riconquistata. Ciò concesse ai britannici l'opportunità di poter fruire di una linea di comunicazione continua, anche se esile, fra l'est e l'ovest dell'India.

### Esilio e morte
Bahadūr Shāh fu incriminato per alto tradimento da una commissione militare riunita a Delhi ed esiliato a Rangoon, Birmania dove poi morì nel 1862, ponendo così fine alla lunga e gloriosa dinastia Mughal. Il 1º marzo 1876 la Regina Vittoria del Regno Unito assunse il titolo di Imperatrice d'India su proposta del suo primo ministro, Benjamin Disraeli.

## Famiglia

### Consorti
Aveva quattro mogli e un gran numero di concubine. 
Le consorti note sono: 
- Ashraf Begum;
- Akhtar Begum;
- Zeenat Begum, anche nota come Zeenat Mahal;
- Taj Begum;
- Sharaful Begum;
- Rahim Bakhsh Bai;
- Hanwa.

### Figli
Aveva ventidue figli, fra i quali: 
- Mirza Dara Bakht Miran Shah (1790 - 1841);
- Mirza Muhammed Shahrukh Bahadur;
- Mirza Kayumar Bahadur;
- Mirza Fath-ul-Mulk Bahadur, meglio noto come Mirza Fakhru (1816–1856);
- Mirza Muhammad Quwaish Bahadur;
- Mirza Mughal (1817–1857);
- Mirza Quraish Shikoh (1820 - 1889);
- Mirza Farkhanda Shah Bahadur;
- Mirza Khizr Sultan (1834–1857);
- Mirza Bakhtavar Shah Bahadur;
- Mirza Sohrab Hindi Bahadur;
- Mirza Abu Nasr;
- Mirza Muhammad Bahadur;
- Mirza Abdullah;
- Mirza Kuchak Sultan;
- Mirza Abu Bakr (1837–1857);
- Mirza Jawan Bakht (1841–1884);
- Mirza Shah Abbas (1845-1910).

### Figlie
Aveva trentadue figlie, fra le quali: 
- Rabeya Begum;
- Fatima Sultan Begum;
- Kulsum Zamani Begum;
- Raunaq Zamani Begum (morta nel 1930).